# Sainte-Fortunade
Sainte-Fortunade ist eine französische Gemeinde mit 1793 Einwohnern (Stand 1. Januar 2022), gelegen im Département Corrèze in der Region Nouvelle-Aquitaine. Die Einwohner nennen sich Fortunadais(es). Die Gemeinde ist Mitglied des Gemeindeverbandes Tulle Agglo.

## Geografie
Die Gemeinde liegt im Zentralmassiv, ungefähr neun Kilometer südlich von Tulle, der Präfektur des Départements.
Die Gemeinde liegt auf einem Plateau im Norden leicht zur Corrèze und im Süden zur Ganette geneigt.
Nachbargemeinden von Laguenne sind Tulle im Norden, Laguenne-sur-Avalouze mit Laguenne im Nordosten, Ladignac-sur-Rondelles im Osten, Lagarde-Marc-la-Tour und Albussac im Südosten, Beynat im Süden, Le Chastang im Südwesten, Cornil im Westen sowie Chameyrat im Nordwesten.

## Geschichte
Im Gebiet um Sainte-Fortunade lassen sich schon Besiedlungsspuren aus vorgeschichtlicher Zeit nachweisen, darunter auch der sogenannte verschwundene Dolmen von Clairfarge als ehemaliger Zeuge der Epoche der Megalithkultur. Dazu gehörte auch eine wahrscheinlich bei Sainte-Fortunade vorbeiziehende "Fernstraße" aus der Bronze- und Eisenzeit zwischen Aremorica und dem Mittelmeer. Die große Anzahl von Feuersteinfunden scheint dies zu belegen. Ebenso hinterließen auch die Kelten und Römer ihre Spuren auf dem Gemeindegebiet. Bis 894 hießen Burg und Ort Saint Martial le Noir, nach dem Eintreffen der Reliquien der heiligen Fortunade wurde der Ort nach ihr umbenannt.

### Gemeindewappen
Beschreibung: In Blau und Gold gespalten. Vorn drei goldene Roch, hinten ein schwarz gekrönter, rot gezungter und rot bewehrter schwarzer Löwe. 
Das Wappen von Sainte-Fortunade ist das alte Wappen der Grafen von Lavour von Sainte-Fortunade. Links in blau schachbrettartig angeordnet drei Felsen aus Gold, rechts auf goldenem Hintergrund ein gekrönter Löwe.

### Einwohnerentwicklung
| Jahr      | 1962 | 1968 | 1975 | 1982 | 1990 | 1999 | 2007 | 2018 |
| Einwohner | 1546 | 1378 | 1619 | 1605 | 1718 | 1758 | 1762 | 1779 |

## Sehenswürdigkeiten

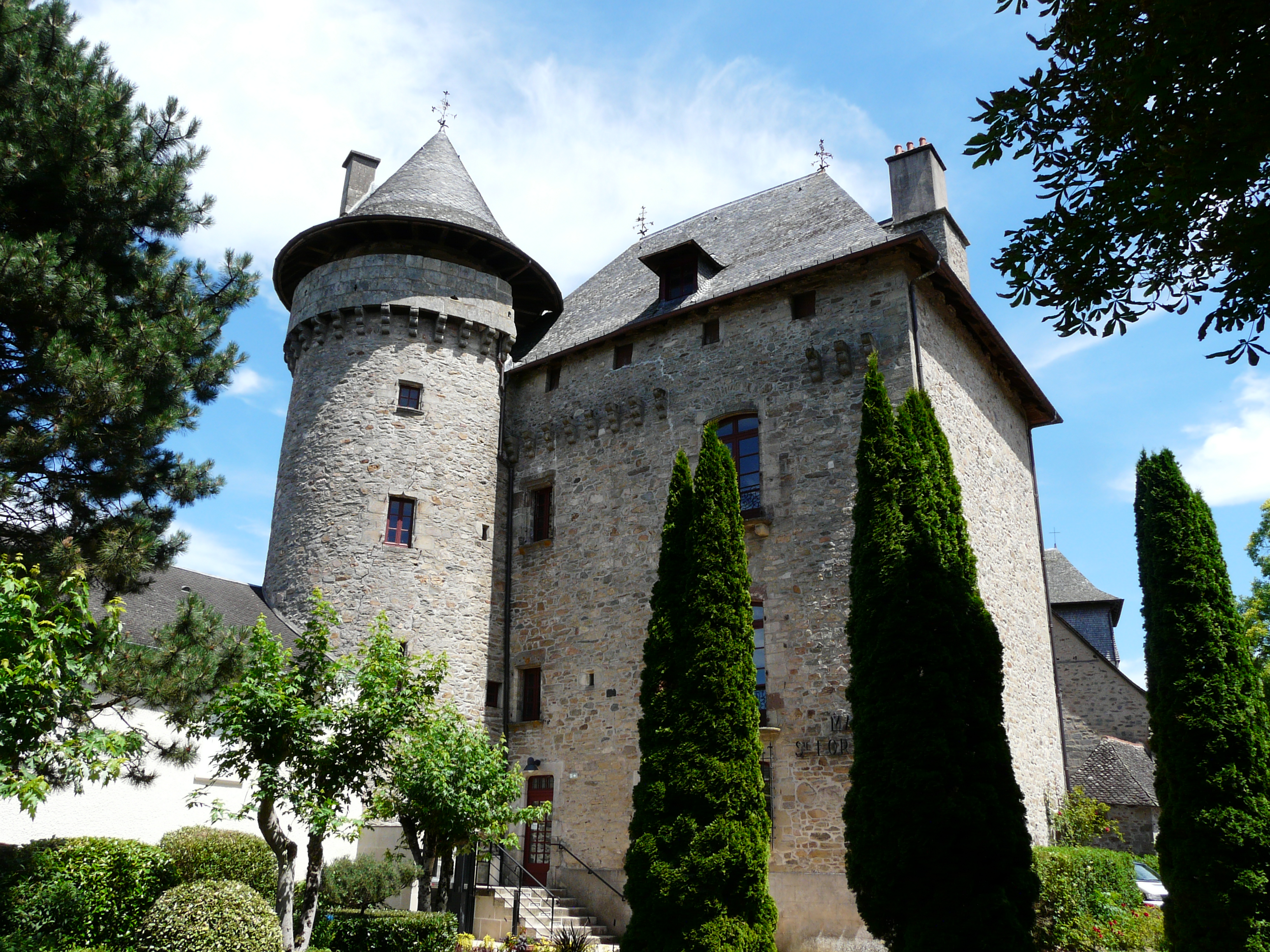
Schloss

- Schloss von Puy la Place mit Landschaftspark, mit zahlreichen beachtenswerten Pflanzen[6]
- Schloss aus dem 15. Jahrhundert, erbaut von den Grafen von Lavour von Sainte-Fortunade[7]